# Noorden
Noorden est un village de la commune néerlandaise de Nieuwkoop, dans la province de la Hollande-Méridionale. Le 1er janvier 2001, le village comptait 975 habitants.
Noorden est situé sur les Nieuwkoopse Plassen.